# 죽도 (보령시)
죽도(竹島)는 대한민국 충청남도 보령시 남포면에 있는 섬이다.

## 소개
- 충청남도 보령시 남포면 월전리에 속한 섬으로 섬 전체에 대나무가 울창하여 죽도라 불린다.

## 교통
- 1999년 12월 남포 간척지 공사로 방조제 도로가 완공되면서 육지와 연결되어 자동차로 통행이 가능하다.

## 사고
2008년 5월 4일 죽도 선착장과 인근 갓바위에서 낚시객과 관광객 등 수십명이 갑작스런 바닷물 범람에 휩쓸리면서 9명이 숨지고 14명이 부상을 당하였다.